# ستيوارت هاميلتون
ستيوارت هاميلتون هو مدرب صوتي وعازف بيانو كندي، ولد في 28 سبتمبر 1929، وتوفي في 2017.

## وصلات خارجية
- ستيوارت هاميلتون على موقع IMDb (الإنجليزية)
- ستيوارت هاميلتون على موقع ميوزك برينز (الإنجليزية)